# Celles-sur-Ource
Celles-sur-Ource – miejscowość i gmina we Francji, w regionie Grand Est, w departamencie Aube.
Według danych na rok 1990 gminę zamieszkiwało 485 osób, a gęstość zaludnienia wynosiła 51 osób/km².